# Janine Kunze

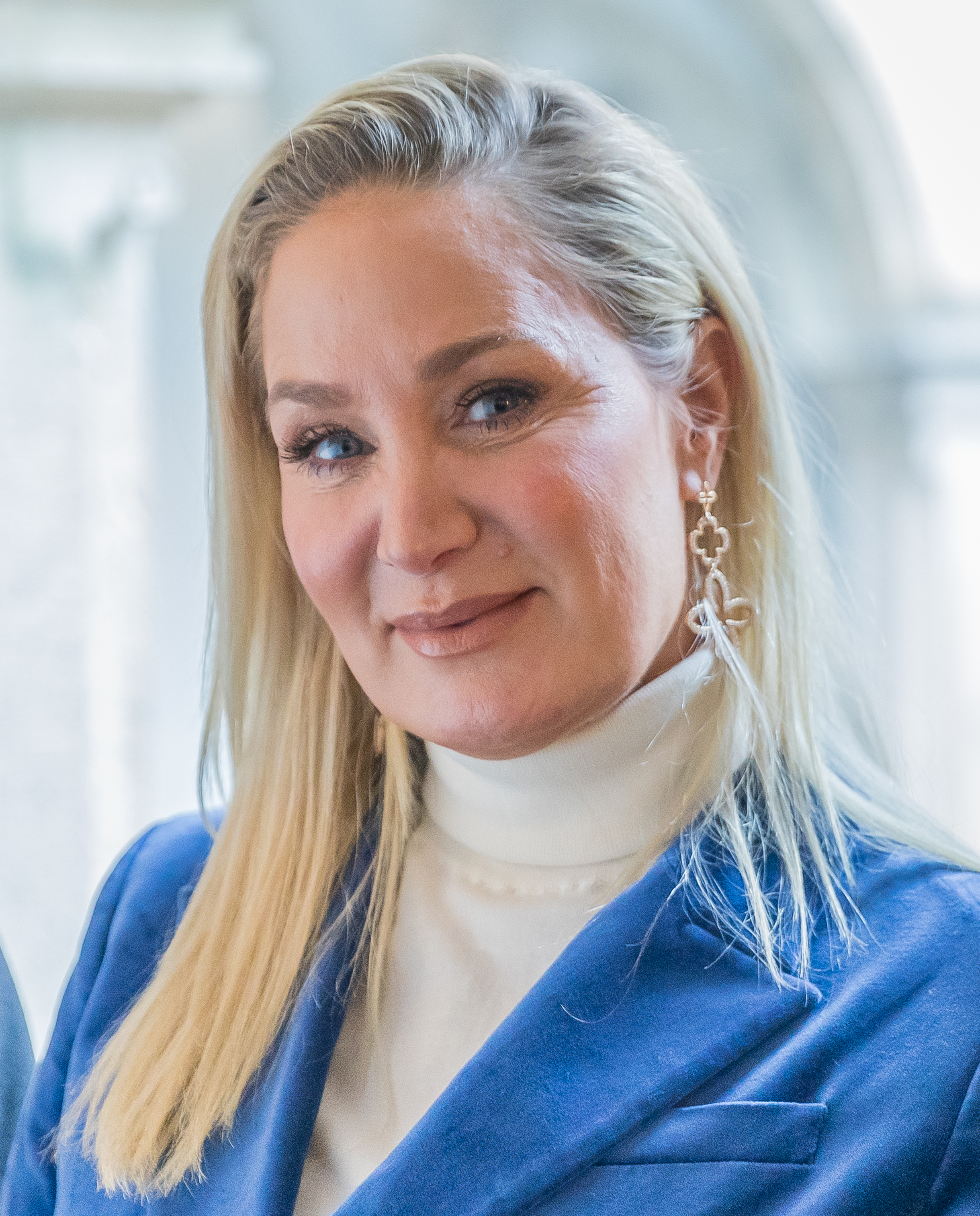
Janine Kunze, 2025

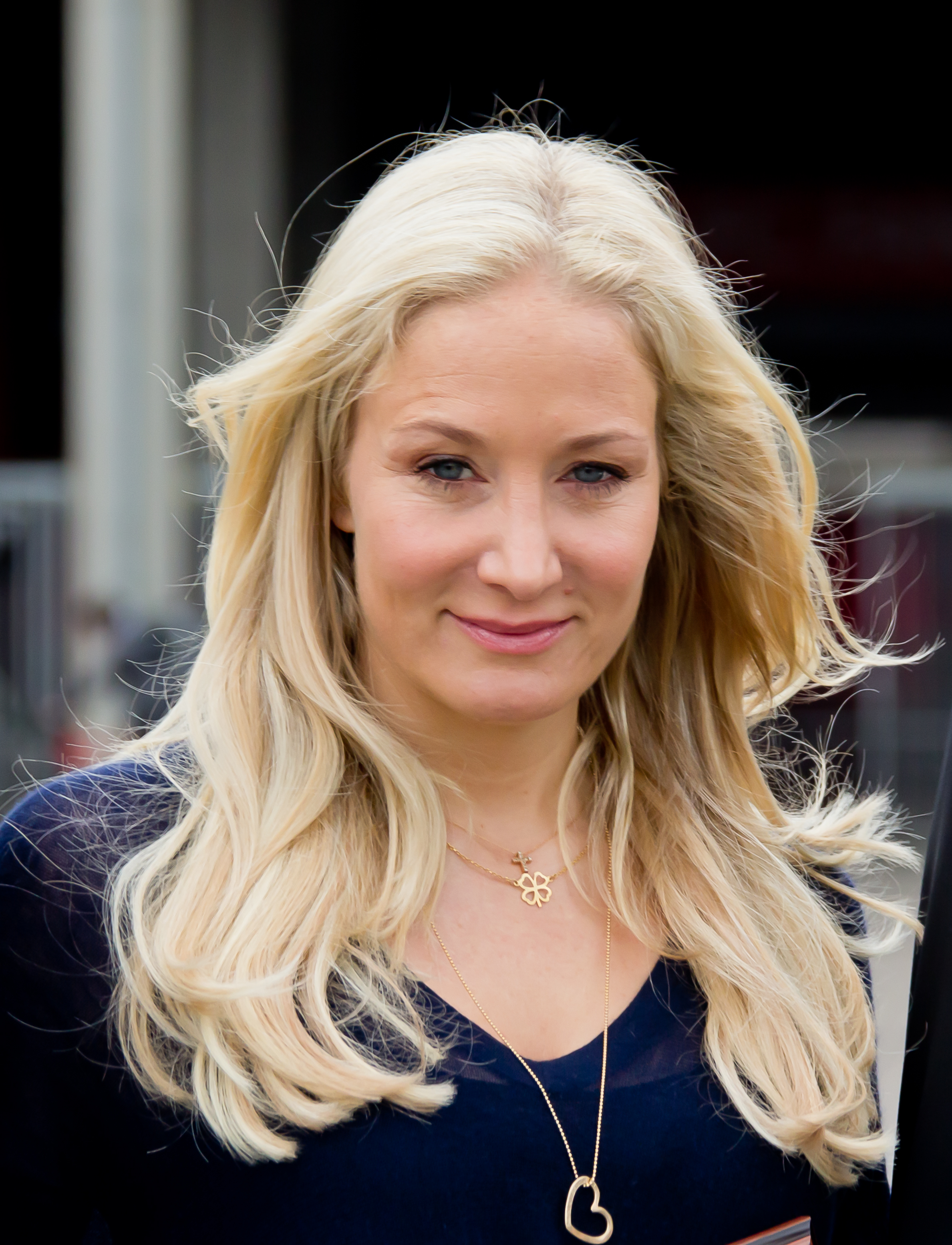
Janine Kunze (2012)

Janine Katharina Kunze (* 20. März 1974 in Köln) ist eine deutsche Schauspielerin und Moderatorin. Sie ist unter anderem für ihre Rolle in der Comedy-Serie Hausmeister Krause – Ordnung muss sein (1999–2010) bekannt.

## Jugend und Privatleben
Janine Kunze wurde 1974 in Köln geboren. Als sie wenige Tage alt war, kam sie in eine Pflegefamilie. Ihre leiblichen Eltern versuchten, sie im Alter von elf Jahren gegen ihren Willen dort herauszulösen und lehnten eine Adoption durch die Pflegefamilie ab. Als sie volljährig wurde, stimmte sie selbst der Adoption zu. Über die Zerrissenheit zwischen den beiden Familien schrieb sie 2013 ein Buch.
Bereits mit zehn Jahren trat sie in Kinder-Musicals auf. Später spielte sie Theater in Berlin, Köln und den Niederlanden. Nach ihrem Realschulabschluss arbeitete sie einige Jahre als Krankenschwester. Von 1995 bis 1998 absolvierte sie eine Schauspielausbildung an der Arturo Schauspielschule in Köln und München. 2002 ließ sie sich für die September-Ausgabe des Playboy ablichten. Im selben Jahr heiratete sie Dirk Budach; die beiden haben zwei Töchter und einen Sohn. Ab 2014 spielte ihre älteste Tochter Lili Budach an ihrer Seite bis zur Einstellung der Serie im Februar 2021 in Heldt ihre Fernsehtochter Emily Bannenberg.

## Karriere
1997 bekam Kunze im Rahmen ihres Schauspielunterrichts eine erste Nebenrolle im Film Knockin’ on Heaven’s Door. 1999 wurde sie von einem Produzenten für die Comedy-Serie Hausmeister Krause – Ordnung muss sein entdeckt, in der sie die Rolle der Carmen Krause spielte. Sie spielte in mehreren Fernsehproduktionen wie Die Singlefalle (1999), Die Pest (2000) und Victor – Der Schutzengel (2000) mit. Es folgten Auftritte in Die Rote Meile (2000), Balko (2001) und Mircomania (2001).

Im Oktober 2004 startete ihre Comedy-Serie Frech wie Janine auf Sat.1, die nach acht Folgen eingestellt wurde. 2005 war sie in Til Schweigers Produktion Barfuss zu sehen. Ab 2005 gehörte sie auch zum Team der Comedy-Falle auf Sat.1. Außerdem ist sie regelmäßiger Gast in Panel-Shows wie Die 100 nervigsten … (ProSieben), wo sie Kommentare zu eingespielten Filmbeiträgen gibt, Genial daneben, Extreme Activity und anderen Shows. Von 2004 bis 2015 präsentierte sie zusammen mit Guido Cantz die ZDF-Sendung Karnevalissimo. 2006 moderierte sie mit H. P. Baxxter die Sendung The Dome. Von 2007 bis 2008 spielte sie in der Sat.1-Comedy-Sendung Die Dreisten Drei – Die Comedy-WG mit. Dort ersetzte sie Mirja Boes. 2008 war Kunze im Sat.1-Film Küsse à la carte zu sehen. 2010 spielte sie im Fernsehfilm Küsse, Schüsse, Rindsrouladen eine der Hauptrollen.

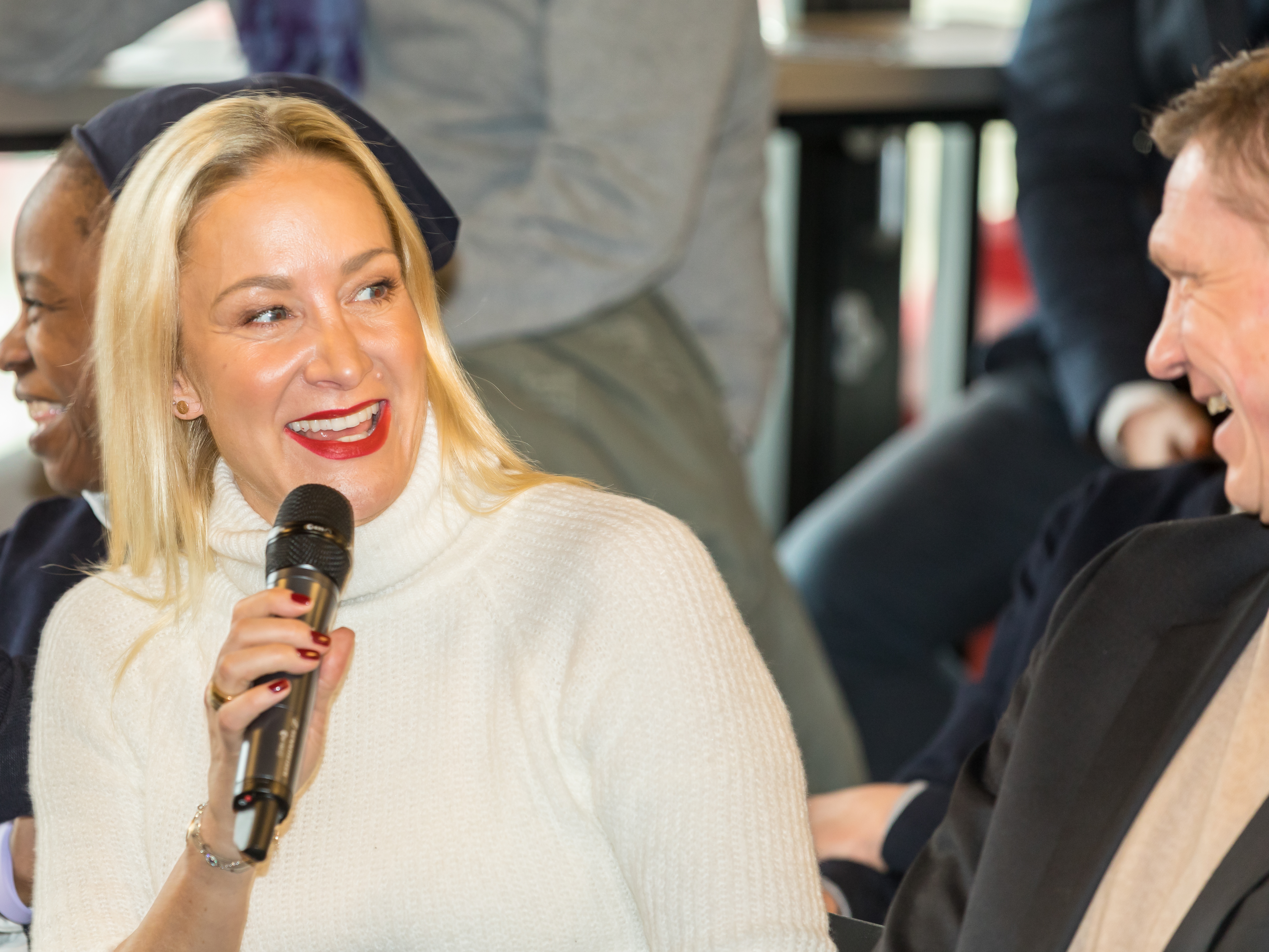
Janine Kunze (2019)

Im Mai 2011 nahm sie mit Mirco Nontschew an dem Sat.1-Format Der Bastelkönig teil und erreichte mit ihm zusammen den ersten Platz. Sie gewannen 25.000 Euro und spendeten das Geld an die Aktion Lichterkinder von World Vision, deren Schirmherrin Kunze ist. 2011 moderierte sie zusammen mit Daniel Aminati die zweite Staffel von Die Alm, die bei ProSieben ausgestrahlt wurde. Von Januar 2013 bis Februar 2021 war sie als Staatsanwältin Ellen Bannenberg in der ZDF-Vorabendserie Heldt zu sehen. 2019 moderierte Kunze auf RTL nachmittags die Doku-Soap Vorher Nachher – Dein großer Moment. Im September 2020 unterlag sie Verona Pooth in der ProSieben-Show Schlag den Star. Kunze geriet Anfang 2021 in die Schlagzeilen, nachdem sie in der Sendung Die Letzte Instanz neben anderen Gästen die Tabuisierung der Bezeichnung „Zigeunersauce“ ablehnte. Im Dezember 2024 war Kunze in der Sat.1-Zirkusshow Stars in der Manege zu sehen.

## Filmografie (Auswahl)
- 1997: Knockin’ on Heaven’s Door
- 1999–2010: Hausmeister Krause – Ordnung muss sein
- 1999: Die Singlefalle
- 2000: Die Pest
- 2000–2001: Victor – Der Schutzengel (2 Folgen)
- 2001: Die Rote Meile (2 Folgen)
- 2001: Balko
- 2001: Mircomania
- 2003: Bewegte Männer (1 Folge)
- 2003: Die Sitte (1 Folge)
- 2004–2007: Frech wie Janine
- 2005: Barfuss
- 2006: Die Märchenstunde-Königin
- 2006: Papa Bulle
- 2005: Und ewig rauschen die Gelder
- 2005–2010: Die Comedy-Falle
- 2007–2008: Die Dreisten Drei – Die Comedy-WG
- 2008: Küsse à la carte
- 2010: Küsse, Schüsse, Rindsrouladen
- 2011: Die Alm
- 2013–2021: Heldt
- 2013–2022: Hirschhausens Quiz des Menschen
- 2015–2016: Jetzt wird’s schräg
- 2017: Einstein (1 Folge)
- 2017: Notruf Hafenkante (1 Folge)
- 2018–2020: Genial daneben – Das Quiz
- 2020: Genial oder Daneben?
- 2020: Schlag den Star
- 2020–2021: Buchstaben Battle
- 2020: Die letzte Instanz
- 2021: Die Gegenteilshow (1 Folge)
- 2021: Bettys Diagnose (1 Folge)
- 2022: Deutschlands größte Geheimnisse

## Moderation
- 2004–2015: Karnevalissimo
- 2006: The Dome
- 2008: Alles typisch
- 2011: Beat the Blondes – Besieg die Blondinen
- 2011: Die Alm
- 2014: Das Einrichtungskommando
- 2018: Big Blöff
- 2019: Vorher Nachher – Dein großer Moment
- 2024: Wir lieben (mit Sven Kroll)

## Auszeichnungen
- 2001: Goldene Rose von Montreux Silberne Rose für Mircomania
- 2002: Deutscher Comedypreis als Teammitglied von Hausmeister Krause – Ordnung muss sein

## Werke
- Geschenkte Wurzeln: Warum ich mit meiner wahren Familie nicht verwandt bin. Pendo Verlag 2013, ISBN 978-3 866-12358-8.
- Liebling, ich habe die Kinder verschenkt: Wie man den Familienwahnsinn als Paar übersteht, Ratgeber, Bastei Lübbe AG, Köln 2019, ISBN 3-40461-018-0.